# Młoda Polska (organizacja)
Młoda Polska – założona przez polskich karbonariuszy 12 maja 1834 w szwajcarskim Bernie półtajna organizacja emigracyjna o charakterze demokratyczno-republikańskim, związana z Młodą Europą (1834) Giuseppe Mazziniego. Na czele organizacji stał Komitet (od grudnia 1835 Komitet Centralny), w jego skład wchodzili Joachim Lelewel, Walenty Zwierkowski, Wincenty Nieszkoć i Karol Bogumił Stolzman.
Celem Młodej Polski było wywalczenie niepodległości Polski w granicach przedrozbiorowych. Opierała się na zasadach Wolności, Równości, Braterstwa. Wyswobodzona Polska miała gwarantować wolności osobiste, wolność druku, handlu, przemysłu i zrzeszeń, wyzwolenie i uwłaszczenie chłopów.
Jednym z emisariuszy Młodej Polski na ziemiach polskich był Szymon Konarski.
Organizacja rozpadła się w 1838, część członków przeszła do Zjednoczenia Emigracji Polskiej i Towarzystwa Demokratycznego Polskiego.